# Zipeg
Zipeg — универсальный деархиватор файлов с открытым исходным кодом распространяется на условиях лицензии BSD использует движок p7zip был портирован для Mac OS X и Windows.

## Особенности
- Поддерживает форматы: 7z, ZIP, RAR, ARJ, LZH (LHA), TAR, GZ, TGZ, BZIP2, CPIO, RPM, ISO, CHM, Z, CBR, CBZ, WAR и EAR.
- Расшифровывает защищенные паролем файлы .zip и .rar (в том числе и AES).
- Автоматически-магически объединяет и открывает многопользовательские файлы .zip и .rar.
- Предварительно показывает содержимое архива и позволяет выбрать, что нужно извлечь.
- Поддержка имен файлов в UTF-8 и Unicode кодировках.
- Разбирает и использует заголовок EXIF цифровых фотографий в формате JPEG для предварительного просмотра.
- Поддерживает открытия нескольких Gmail вложений, загружается как zip-файл.
- Позволяет просматривать и открывать файлы резервного копирования в Facebook.